# Alejandro Quintero González
Alejandro Quintero González (Huelva, 3 de mayo de 1993) es un árbitro de fútbol de la Primera División de España. Pertenece al Comité de Árbitros de Andalucía.

## Temporadas
| Categoría            | País   | Años            | Partidos |
| -------------------- | ------ | --------------- | -------- |
| Segunda División "B" | España | 2020-2021       | 8        |
| Segunda División     | España | 2021-2024       | 66       |
| Primera División     | España | 2024-Actualidad | 12       |